# Rădășeni
Rădășeni est une commune du județ de Suceava, en Roumanie. Elle est composée de trois localités : Lămășeni, Pocoleni, et Rădășeni.